# Improwizator (powieść)
Improwizator (duń. Improvisatoren) – powieść autobiograficzna Hansa Christiana Andersena wydana w 1835 roku.
Powieść inspirowana była podróżami Andersena po Włoszech w 1833 roku. Była jego pierwszą powieścią, która odniosła natychmiastowy sukces i uznawana jest za przełomową w karierze literackiej. Jest klasyfikowana jako Bildungsroman, skupiający się na rozwoju osobistym artysty. W losach głównego bohatera Antonia przedstawione zostało życie pisarza, od biedy do momentu osiągnięcia sukcesu zawodowego jako artysta. Tytuł stanowi odniesienie do zdolności improwizacyjnych głównego bohatera.
Powieść zawiera szczegółowe opisy włoskich krajobrazów, kultury i sztuki, w tym miejsc takich jak rzymskie katakumby czy Koloseum. Autor zawarł opis wspinaczki na Wezuwiusza podczas erupcji. Na ton i styl powieści wpłynęło inspirowanie się przez Andersena książką Madame de Staël Corinne ou l’Italie.
Dzieło opublikowane w Danii przez kopenhaskie wydawnictwo C. A. Reitzel zostało przetłumaczone na niemiecki w 1836 roku, na francuski w 1838 roku, na angielski w 1847 roku. Pierwsze polskie wydanie w tłumaczeniu Hieronima Feldmanowskiego ukazało się w 1857 roku.